# SN 2004W
SN 2004W – supernowa typu Ia odkryta 28 stycznia 2004 roku w galaktyce NGC 4649. W momencie odkrycia miała maksymalną jasność 18,80m.